# Friedrich Wilhelm von Dossow
 (février 2023).
Friedrich Wilhelm von Dossow (également Doßow; né le 17 décembre 1669 à Soldin et mort le 28 mars 1758 au manoir de Busekow (de)) est un maréchal prussien.

## Biographie

### Origine
Friedrich Wilhelm est issu de l'ancienne famille noble de Poméranie von Dossow (de), qui possède des biens près de Stettin et dont on trouve des documents dès 1330. Au XVe siècle, deux Dossow (également appelés Dossau et Dossen) sont maires de Stettin. Parmi les principales propriétés de la famille figure Cunow, près de Greifenhagen, non loin de Stettin. Il est le fils de l'administrateur d'arrondissement Richard Thomas von Dossow et de sa femme, née von Horker (de).

### Carrière militaire
Dossow fait ses études au lycée de Joachimsthal de Berlin et à partir de 1680 à l'Académie d'équitation de Colberg. Il rejoint ensuite le 10e régiment d'infanterie (de) du prince Alexandre de Courlande (de) en Prusse-Orientale en 1683, qui - renforcé d'autres troupes auxiliaires brandebourgeoises pour former le régiment de Courlande - est mis à la disposition de l'empereur par le roi Frédéric Ier lors de la guerre de Succession d'Espagne.
Dossow participe aux batailles contre les Ottomans en Hongrie et contre les Français sur le Rhin. Il est major au début de la campagne entreprise par Frédéric-Guillaume Ier contre la Suède en 1715 pour conquérir la Poméranie. En tant qu'adjudant général du prince Léopold d'Anhalt-Dessau, il participe à la conquête de l'île de Rügen et au siège de Stralsund la même année.
L'ancien de Dessau apprécie particulièrement la capacité de Dossow à constituer et former de nouveaux régiments, auxquels il enseigne le dressage strict qui a caractérisé l'armée prussienne depuis Frédéric-Guillaume Ier. Dossow s'acquitte si bien de cette tâche que le roi le charge à plusieurs reprises de créer de nouveaux régiments dans diverses provinces et le promeut rapidement aux grades supérieurs d'officier. En 1728, Dossow devient colonel, en 1733 général de division et premier commandant, puis en 1736 gouverneur adjoint de Wesel. Frédéric le Grand, qui visite le duché de Clèves immédiatement après son entrée en fonction, le nomme lieutenant général et lui décerne l'Ordre Pour le Mérite.
Dossow ne participe pas aux deux guerres de Silésie car Friedrich ne veut pas renoncer à ses services à Wesel. Entre autres choses, Dossow a pour tâche de protéger le pays contre les attaques ennemies. En 1742, il est nommé gouverneur de facto et reçoit l'ordre de l'Aigle noir, l'ordre le plus élevé de Prusse. Après la bataille de Hohenfriedeberg, Frédéric nomme le général d'infanterie Dossow maréchal général le 20 juillet 1745 et lui décerne après 1751, en reconnaissance particulière de ses mérites, un médaillon du portrait du roi au ruban bleu, serti de brillants, une distinction qui se porte à la boutonnière sur le côté gauche de la poitrine et que seuls Wilhelm Dietrich von Buddenbrock et Johann von Lehwaldt ont reçu.
Au début de la guerre de Sept Ans, Dossow demande en raison de son âge avancé - il a 87 ans - son départ, qu'il obtient en janvier 1757. Il se retire dans son manoir de Busekow (de), où il meurt le 28 mars 1758.

## Famille
Dossow se marie quatre fois mais ne laisse aucun enfant. Sa première épouse est Anna von Wedel (de), sa seconde épouse Dorothea Auguste von der Goltz (née le 19 septembre 1668 et morte vers 1724). Le 22 février 1724, il se marie à Spandau avec Eva Christina Gans von Putlitz (de) (née le 11 novembre 1707). Sa dernière femme est Christiane Dorothea von Hagen.
Il est considéré comme honorable et philanthrope. Il s'occupe particulièrement des enfants de soldats, pour lesquels il crée des écoles libres sur ses propres fonds. D'autres lignées de la famille Dossow continuent cependant à prospérer : un colonel von Dossow (mort en 1828) est commandant du 3e régiment de dragons et laisse plusieurs fils qui sont officiers prussiens.